# Liste des chapitres de Phénix
Cet article détaille la liste des chapitres de Phénix de Osamu Tezuka.
| no | Japonais       | Japonais | Français        | Français          |
| no | Date de sortie | ISBN     | Date de sortie  | ISBN              |
| --- | -------------- | -------- | --------------- | ----------------- |
| 1 | 1967           |          | 7 février 2007  | 2-84580-071-1     |
| Titre : L'aube Remarques : - Ce n'est pas véritablement le début de la série, une histoire préalable de Tezuka mettait déjà en scène le Phénix vers la naissance du Japon, avec Izanagi et Izanami. Dans le volume ici, nous avons toujours le personnage d'Iza-nagi. - Certains personnages récurrents d'Osamu Tezuka font une apparition : - Boon dans la foule qui harangue la reine Himiko - Spider qui montre son inquiétude lors de la bataille - Les Hyoutan-Tsugi, qui poussent sous la pluieListe des chapitres : |                |          |                 |                   |
| 240-270 apr. J.-C.: les tribus indigènes de l'archipel nippon se font envahir par les troupes armées de la reine Himiko. Cette dernière, vieillissante, a décidé d'occuper l'endroit afin de trouver le phénix qui lui donnerait la jeunesse éternelle. Un jeune garçon chasseur, Iza-nagi, se fait capturer par le cruel général Saruta-hiko de la reine Himiko. |                |          |                 |                   |
| 2 |                |          | 7 février 2007  | 2-84580-072-X     |
| Titre : Les temps futurs Remarques : - Dans ce volume apparaissent ces personnages récurrents d'Osamu Tezuka : - Rock, chef de la police. - Ham Egg, réceptionniste. - Saruta, scientifique reclus. - Osamu Tezuka lui-même apparait dans une vignette, avec un texte précisant que c'est son descendant.Liste des chapitres : |                |          |                 |                   |
| 3404 apr. J.-C. : L'humanité est arrivée au sommet de sa technologie et vit dans un monde utopique ultra-modernisé. Sur Yamato, le Japon moderne, Masato Yamanobe vit avec Tamami, une extraterrestre changeuse de forme. Le supérieur de Masato, Rock, lui ordonne de tuer Tamami. Ne pouvant le faire, Masato s'enfuit avec Tamami en dehors de la ville et ils trouvent refuge dans la base secrète d'un vieux savant, le docteur Saruta. |                |          |                 |                   |
| 3 |                |          | 21 février 2007 | 2-84580-073-8     |
| Titre : Yamato un monde étrange Remarques : - Cette histoire est fondée sur la légende Yamato-Takeru-no-mikoto. - Dans l'atelier de peinture des artistes du Roi de Yamato, il y a un portrait caricatural de Charles de Gaulle (son nom est d'ailleurs écrit dessus). - Une séquence humoristique entre Takeru et Fujika parodie les archétypes du shojo manga. - Cette histoire fut adaptée en un long-métrage d'animation. Les personnages ayant un look moins "manga" et plus mûr, il ne plut pas beaucoup aux fans. - Certains personnages récurrents d'Osamu Tezuka font une apparition: - Spider qui demande à Kajika s'il peut porter ses bagages - Après qu'Oguna a assassiné Takeru, une séquence montre l'inspecteur Tawashi, le commissaire Makimura et Kennichi enquêtant sur son affaire. Ce sont tous des personnages d'Astro le petit robot.Liste des chapitres : |                |          |                 |                   |
| 320-350 apr. J.-C.: Dans la période Kofun, l'égocentrique Roi de Yamato prépare sa tombe ainsi que sa propre version écrite de l'histoire du Japon. Il apprend qu'une tribu appelée les Kumaso écrit la vraie histoire du Japon. Ne pouvant accepter cela, il envoie son plus jeune fils, le prince Oguna, dans le but d'assassiner le chef des Kumaso, Takeru, afin de le racheter de sa conduite rebelle. Oguna n'a pas vraiment le cœur à tuer un homme, et il rencontre la sœur de Takeru, Kajika, belle et farouche guerrière, puis le Phénix lui-même. Sakon No Suke assassine une prêtresse pour l'empêcher de guérir son cruel père malade. Cependant, elle se retrouve piégée dans le domaine du temple avec son domestique, et remonte le temps, rencontrant des créatures étranges.                                                                                    |                |          |                 |                   |
| 4 |                |          | 21 février 2007 | 2-84580-124-6     |
| Titre : Le phénix Remarques : - Un jeu vidéo sur la Nintendo Entertainment System a été adapté de ce volume, ainsi qu'un film d'animation. - Dans ce volume apparaissent ces personnages récurrents d'Osamu Tezuka : - Acetylene Lamp, qui est un des hommes de main de Gao et qui lui rapporte que Baya cherche à l'empoisonner. - Osamu Tezuka lui-même apparaît dans une vignette. On peut aussi voir son portrait sur une des sculptures de boues que Gao fait.Liste des chapitres : |                |          |                 |                   |
| 720-752 apr. J.-C.: Le jour même de sa naissance, Gao a perdu son père dans un accident et y est lui-même devenu borgne, manchot et défiguré. Rejeté par les autres dans son village, la haine le transforme en criminel assoiffé de sang. Il rencontre sur son chemin le jeune Akanemaru, un sculpteur bouddhiste. Jaloux que lui ait l'usage de ses bras, Gao lui fait une blessure qui le paralyse au bras droit. Malgré leurs handicaps, les deux hommes vont chacun s'épanouir dans l'art de la sculpture et devenir rivaux. |                |          |                 |                   |
| 5 |                |          | 7 mars 2007     | 2-84580-145-9     |
| Titre : Résurrection Remarques : - Dans ce volume apparaissent ces personnages récurrents d'Osamu Tezuka: - Duke Red en propriétaire de Robita. - Drake en directeur de base lunaire. - Ham Egg en trafiquant d'organes. - L'intrigue du jeu Saya no Uta rappelle beaucoup celle de ce manga, et y fait d'ailleurs référence.Liste des chapitres : |                |          |                 |                   |
| 2482-3344 apr. J.-C.: dans une ère de technologie et de science avancée, le jeune Leon Miyatsu meurt dans un accident de voiture. Cependant, il est ramené à la vie par une opération chirurgicale révolutionnaire. Leon ne prend pas goût à sa résurrection: son cerveau ayant été remplacé en partie par des neurones artificielles, il voit les choses de manière déformée: tout organisme vivant lui apparaît comme un amas de rocher immonde, et toute structure mécanique/artificielle lui apparaît comme un élément de grande beauté. Leon tombe amoureux d'une jolie jeune fille qui travaille dans une usine. Essayant de l'approcher et de la courtiser, il apprend qu'elle est en fait un robot ouvrier fabriqué en série. Leon va tout de même se battre pour cet amour interdit.                                                                                     |                |          |                 |                   |
| 6 |                |          | 7 mars 2007     | 2-84580-154-8     |
| Titre : Le mal du pays Remarques : - Cette histoire est particulière du fait qu'elle fait référence à tous les précédents volumes de la série se passant dans le monde futur: - Les Moopie qui étaient dans Les temps futurs (volume 2) - Le robot Chihiro qui était dans Résurrection - L'astronaute Makimura qui était dans L'espace - Le monde dont les rôles des agents de l'écosystème sont inversés fait écho à celui qui apparaissait dans Un monde étrange. - Les premiers enfants mâles de Romy portent tous des noms de la Bible: Caïn, Abel, Loth, Seth... - À la fin de l'histoire, Nakamura lit à Romy un passage de Le Petit Prince. - Certains personnages récurrents d'Osamu Tezuka font une apparition: - Docteur Blackjack en Fox, chef d'un gang de motards.Liste des chapitres :                                                                              |                |          |                 |                   |
| Rômi et George ont quitté la Terre pour s'exiler sur une autre planète. Mais l'agent immobilier qui les a installés leur a trompé sur la sûreté de l'endroit. George meurt et Rômi survit autant qu'elle peut avec l'enfant qu'elle a eu avec lui. Elle décide de se mettre en hibernation artificielle pour copuler avec son enfant et les enfants de son enfant, mais n'arrive pas à avoir de filles. Le Phénix, la prenant en sympathie, ramène de loin un Moopie, extra-terrestre changeur de formes, qui devient une femme et assure une nouvelle humanité hybride de la planète. Rômi devient reine du peuple, mais a le mal du pays et veut revoir un merveilleux endroit de nature qu'elle avait vu sur Terre enfant... |                |          |                 |                   |
| 7 |                |          | 4 avril 2007    | 2-84580-157-2     |
| Titre : Temps de troublesListe des chapitres : |                |          |                 |                   |
| 8 |                |          | 4 avril 2007    | 2-84580-158-0     |
| Titre : Temps de troublesListe des chapitres : |                |          |                 |                   |
| 9 |                |          | 9 mai 2007      | 978-2-84580-159-2 |
| Titre : L'espace suivi de La vieListe des chapitres : |                |          |                 |                   |
| 10 |                |          | 9 mai 2007      | 978-2-84580-223-0 |
| Titre : Le soleil - 1Liste des chapitres : |                |          |                 |                   |
| 11 |                |          | 6 juin 2007     | 978-2-84580-224-7 |
| Titre : Le soleil - 2Liste des chapitres : |                |          |                 |                   |